# 八達區
八達區（：／ Paldal gu */?）是大韓民國京畿道水原市中央部的一個區，亦是京畿道廳、水原市廳、水原稅務所、仁川/京畿地方兵務廳等國家及地方行政機關的所在地。2003年，梅灘洞、靈通洞、遠川洞、二儀洞一帶地區分離成立靈通區。
2002年世界盃足球賽在水原亦有競技場，就在八達區的水原世界盃競技場，是區內重要的體育設施。

## 行政區劃
八達區由10個行政洞組成。
- 梅橋洞 (매교동）[1]
- 梅山洞 (매산동）
- 高等洞 (고등동）
- 華西1洞 (화서1동）
- 華西2洞 (화서2동）
- 池洞 (）
- 仁溪洞 (인계동）
- 牛滿1洞 (우만1동）
- 牛滿2洞 (우만2동）
- 行宮洞 (행궁동）

## 歷史
- 1993年 2月 1日：八達區開廳
- 1994年12月26日：併入靈通地區、靈德地區
- 1995年 4月20日：併入莘洞、網浦洞
- 2003年11月24日：靈通區分區

## 外部連結
- 八達區廳網址